# Mollard (Adelsgeschlecht)

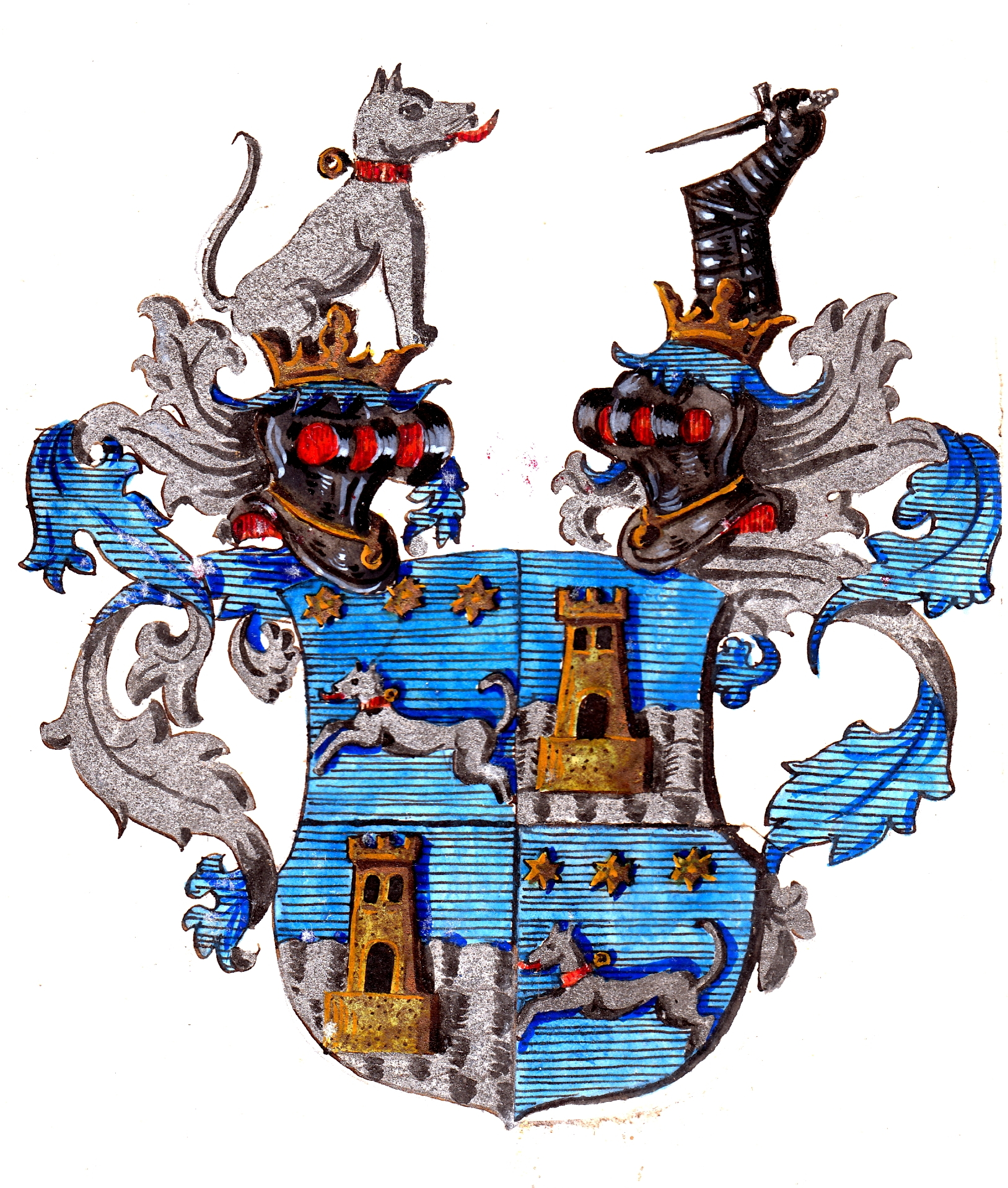
Wappen der Freiherrn von Mollart, Zeichnung (ca. 1890) von Ernst Graf Sprinzenstein (Familienarchiv Sprinzenstein)

Die Mollard (auch: Molart, Mollart oder Mollarth) waren ein ursprünglich savoyisches Adelsgeschlecht, das im 16. Jahrhundert nach Österreich kam und seit 1571 dem Herrenstand angehörte. Die Herren, Freiherren und Grafen von Mollard zählten später zum Hofadel der Habsburger in Wien und bekleideten wichtige Positionen in der kaiserlichen Verwaltung.

## Geschichte
Peter von Mollard († 1576) war Kämmerer Kaiser Maximilians II. (1527–1576) und oberster Stallmeister von Kaiserin Maria. Er genoss hohes Ansehen beim Kaiser und wurde 1571 als Freiherr von Reinegg (auch Reineck) in den Freiherrenstand erhoben.

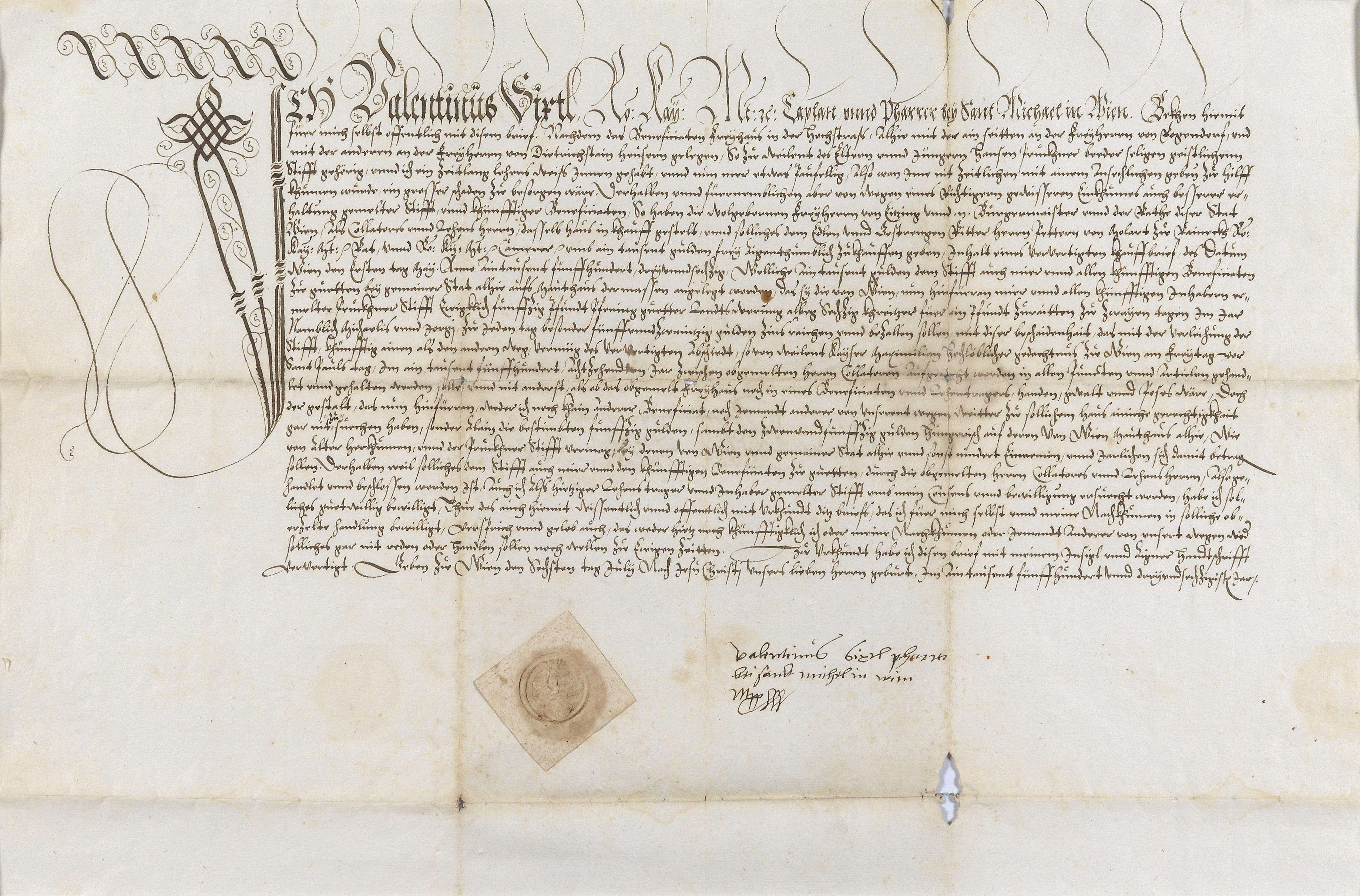
Verkaufsbrief des Freihauses in der Hochstraße an Peter von Mollard, Wien 1563

1563 erwarb er das Freihaus in der Hochstraße  in Wien von der Pfarre St. Michael, der es bis dahin als Stiftungshaus gehört hatte. Der entsprechende Verkaufsbrief zwischen Valentin Sixtl, Kaplan und Pfarrer zu St. Michael, und Peter von Mollard trägt das Datum vom 6. Juli 1563. Peter von Mollard starb 1576, seine fünf Söhne erbten das Haus nach dem Tod der aus Siebenbürgen stammenden Mutter Anna Castellánffy (1536–1591).
Der älteste Sohn dieses Paares, Ernst († 1620), wurde zu einem der engsten Vertrauten am Hof Kaiser Rudolfs II. in Prag. Er diente zwischen 1602 und 1608 als Statthalter des Erzherzogtums Österreich unter der Enns. In der Wiener Vorstadt St. Ulrich, "Am Plätzel", erwarb er einige Häuser, die er mit seinem Besitz vereinigte und schließlich dem neu nach Wien kommenden Kapuzinerorden als Niederlassung zur Verfügung stellte.
Sein Bruder Hans (1563–1619) diente dem Erzherzog und späteren Kaiser Matthias und wurde Präsident der Wiener Stadtguardia. Er starb an den Folgen eines Jagdunfalls.
Ein weiterer Bruder, Peter Ernst, erhielt durch das Erbe seiner Frau, einer Tochter des Hofkammersekretärs Vinzenz Muschinger, die Herrschaft Gumpendorf vor den Stadtmauern Wiens sowie Herrschaft Rosenburg im Waldviertel. Im Haus Herrengasse 9 (dem Vorgängerbau des barocken Palais Mollard-Clary) wurde große Politik gemacht.

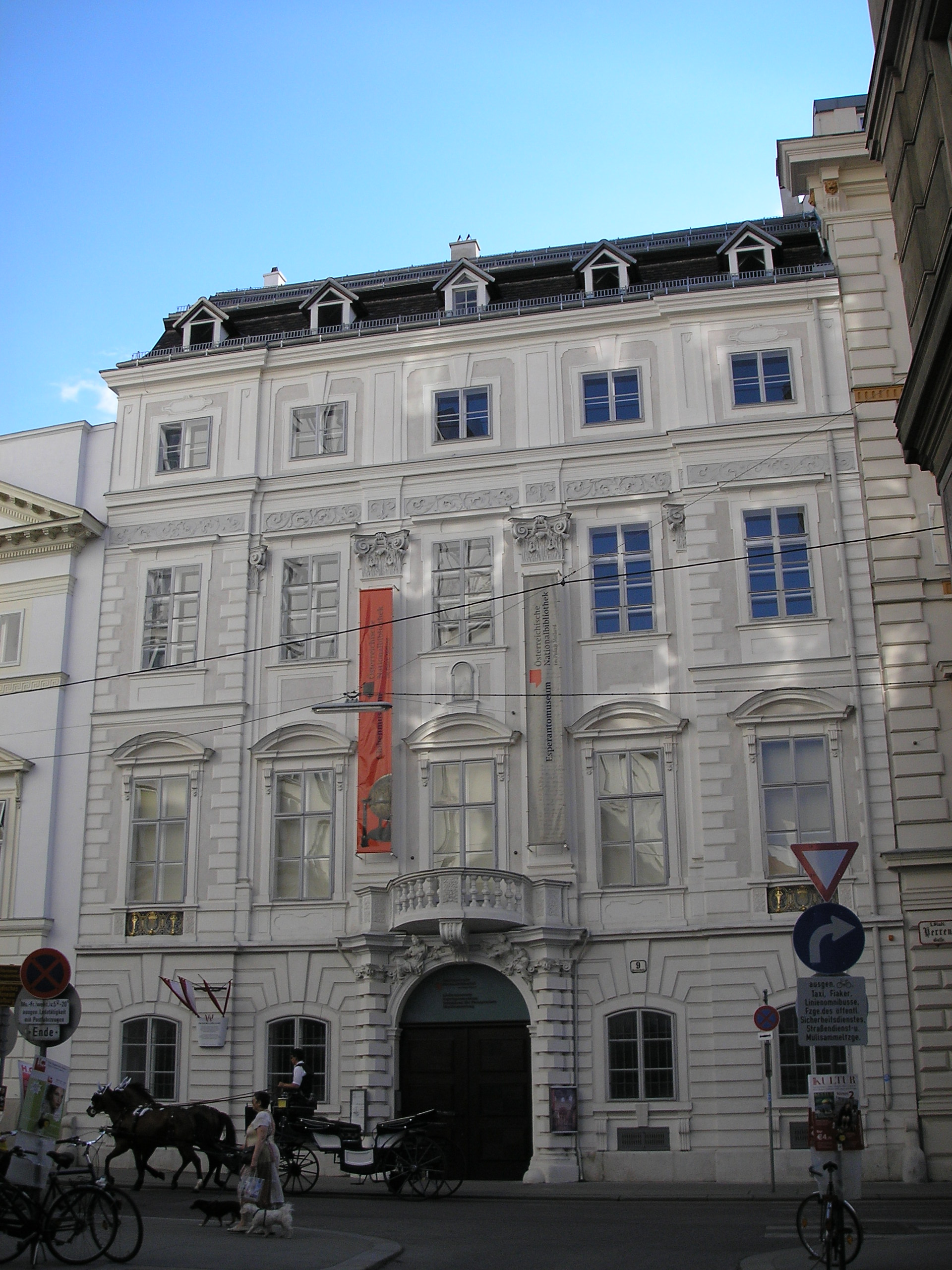
Palais Mollard in Wien

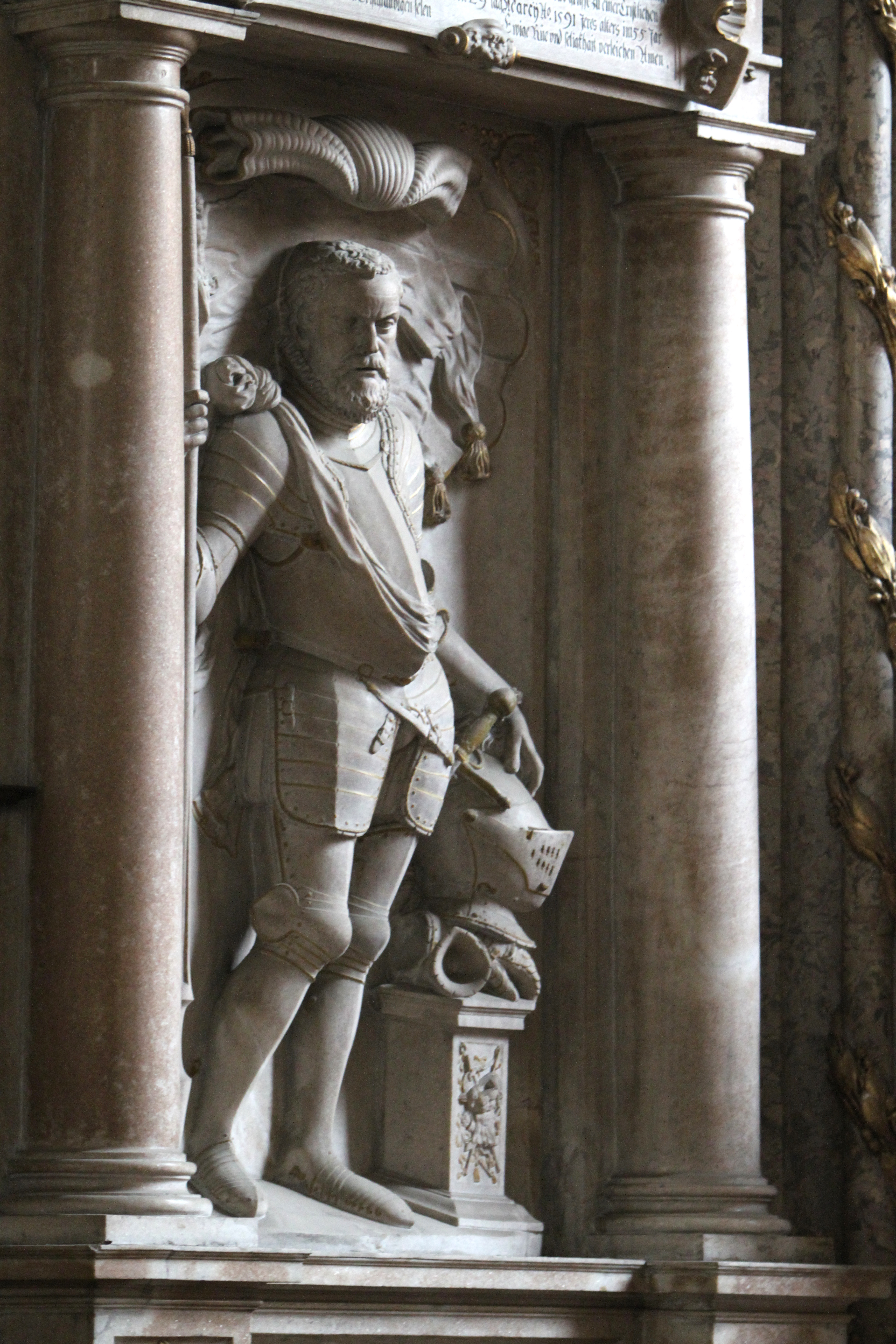
Epitaph des Peter von Mollard († 1576) in der Wiener Michaelerkirche

Durch Heirat mit Maria Elisabeth, einer Tochter des Michael Ferdinand von Althann, erwarb der k.k. Kämmerer, Hofkammerrat und Obrist-Küchenmeister Franz Ernst von Mollard 1654 die mährische Herrschaft Oslawan; sein Sohn Peter Ernst verkaufte sie 1712 an die Zisterzienserinnenabtei Maria Saal in Altbrünn.
Mechtilde von Mollard (1640–1684) heiratete 1661 in Utrecht den Diplomaten Theodor Heinrich Graf von Stratmann (1637–1693) und hatte aus dieser Ehe Nachkommen, darunter  Eleonore Batthyány-Stratmann (1671–1741, die spätere Ehefrau von Adam II. Batthyány).
1695 beauftragte Ferdinand Ernst von Mollard, Vizepräsident der Hofkammer,  den italienischen Architekten Domenico Martinelli mit einem barocken Um- und Ausbau des Palais Mollard. Das Haus wurde um ein 4. Geschoß aufgestockt, es entstanden der dreigeschoßige Quertrakt im Hof samt Kapelle und eine große Treppenanlage. Der schmale Verbindungsgang im Piano Nobile wurde mit mythologischen Ölmalereien ausgestattet, die Andrea Lanzani (1641–1712) zugeschrieben werden. 1733 sind zahlreiche Baumängel überliefert, unter anderem musste das stark verfallene Dach erneuert werden. Die Reparaturarbeiten führte Lucas von Hildebrandt durch. 1760 wurde das Palais an  Franz Wenzel Graf Clary und Aldringen verkauft, der es für seine aus Teplitz stammende Familie als Wintersitz erwarb.
Zu den bekanntesten Angehörigen des Geschlechtes der Mollard gehörte Karoline von Fuchs-Mollard (1675–1754), die als Erzieherin und Obersthofmeisterin der Kaiserin Maria Theresia zu besonderer Bedeutung gelangte und nach ihrem Tod als einzige Nicht-Habsburgerin in der Kapuzinergruft beigesetzt wurde. Sie war die Tochter des erwähnten Vizepräsidenten der Hofkammer, Ferdinand Ernst Graf Mollard, und seiner Gemahlin Katharina von Seeau.
Ihre wichtigste Grablege hatten die Herren, Freiherren und Grafen von Mollard in der Gruft unter der Wiener Michaelerkirche, wo einige der bedeutendsten Mitglieder des Geschlechtes ihre letzte Ruhe fanden. Der erwähnte Peter von Mollard erhielt außerdem ein prunkvolles Grabmal im Chor der Michaelerkirche. Das Relief darauf zeigt einen Ritter mit Kreuzfahne, darunter die Familie des Verstorbenen. Dieses Renaissance-Prunkdenkmal wurde 1591 gestiftet. Unter den Betstühlen finden sich noch Fragmente der Deckplatte der darunterliegenden Mollardgruft.

## Wappen

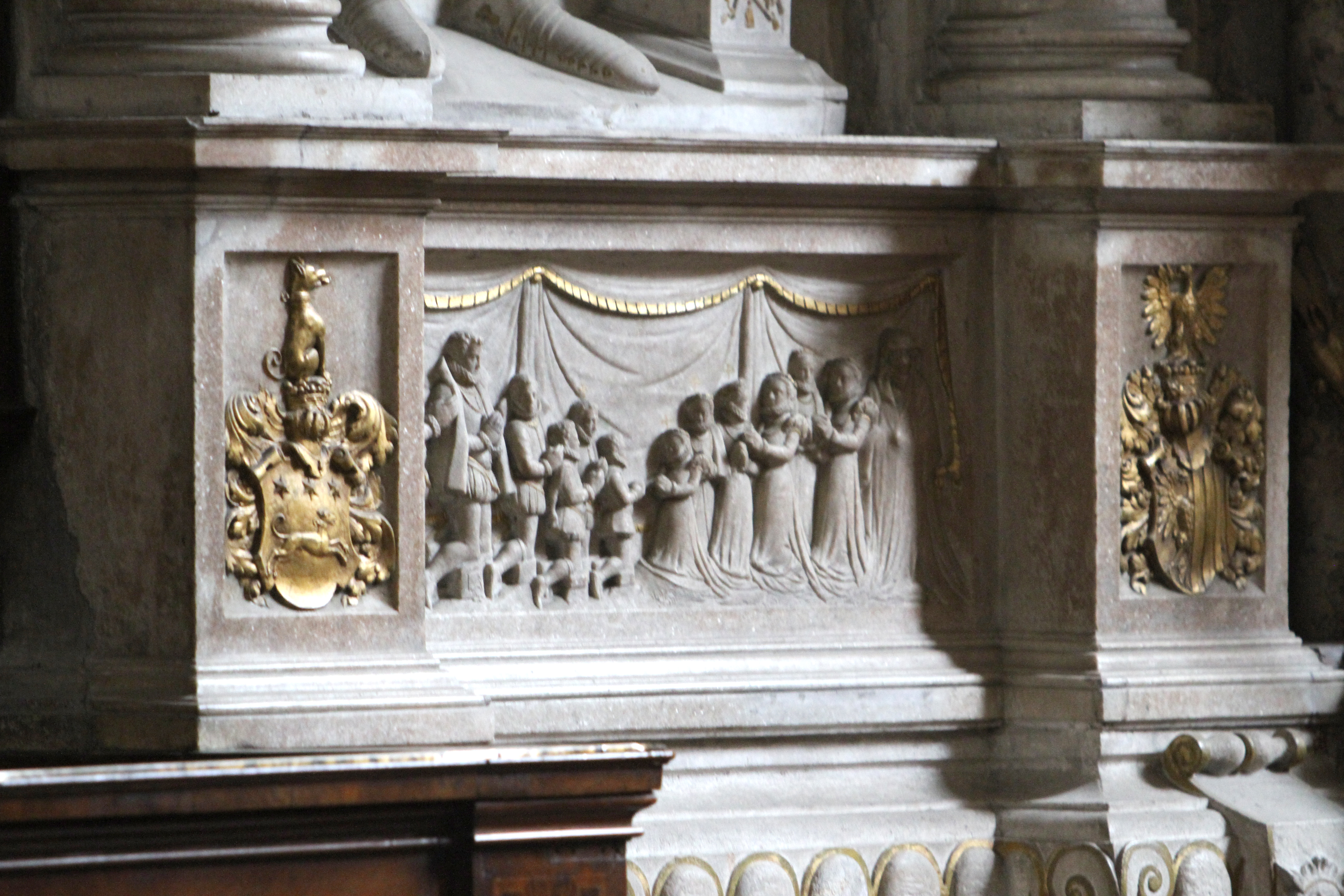
Stammwappen mit dem Vorstehhund als Wappenfigur, am Epitaph von Peter von Mollard, Michaelerkirche (Wien)

Blasonierung: Das Stammwappen am Epitaph des Peter von Mollard († 1576) in der Wiener Michaelerkirche zeigt der Wappenschild in Blau einen linksgewendeten, aufsteigenden weißen ( = silbernen) Vorstehhund mit goldenem Halsband und einem Ring daran, oberhalb des Hundes aber drei goldene Sterne in einer Reihe nebeneinander gestellt sind; darüber ein gekrönter Helm mit dem weißen Vorstehhund, die Helmdecken blau-silbern.
Blasonierung: Das gemehrte Wappen von 1761 zeigt einen quadrierten Schild mit Herzschild; Felder 1 und 4 in Blau, worin ein linksgewendeter, aufsteigender weißer oder silberner Vorstehhund mit goldenem Halsband und einem Ring daran, oberhalb des Hundes aber drei goldene Sterne in einer Reihe nebeneinander gestellt sind [Stammwappen], Felder 2 und 3 in Blau, unten mit silbernen Wellen, über welche ein goldenes und quaderweise rot gestreiftes Kastell mit offenem Tor, Mauerzinnen und drei draufgestellten Türmen steht; der Mittelschild ist ein goldenes Feld, worin der ausgebreitete, doppelte, kaiserliche schwarze Adler mit goldener Krone bedeckt, ein Zepter und Schwert in den Klauen haltend, auf der Brust „F III.“ angebracht, zu sehen ist; auf dem Schild ruht die Grafenkrone; darüber sind drei gekrönte Helme, auf dem ersten der weiße Vorstehhund, auf dem zweiten der kaiserliche schwarze Adler wie im Herzschild, auf dem dritten ein geharnischter Arm mit gezücktem, bloßem Schwert; die Helmdecken sind beiderseits blau-silbern.